# Fayl-Billot
 Fayl-Billot  es una población y comuna francesa, en la región de Champaña-Ardenas, departamento de Alto Marne, en el distrito de Langres. Es el chef-lieu y mayor población del cantón de Fayl-Billot.
Incluye las communes associées de Charmoy y Broncourt.

## Demografía
| 1710 | 1709 | 1741 | 1592 | 1511 | 1419 |
| Para los censos de 1962 a 1999 la población legal corresponde a la población sin duplicidades (Fuente: INSEE [Consultar]) |      |      |      |      |      |

En el censo de 1999, Charmoy tenía 107 habitantes, y Broncourt 68.